# Nguyễn Minh Triết (sinh năm 1988)
Nguyễn Minh Triết (sinh ngày 22 tháng 10 năm 1988) là một chính trị gia người Việt Nam. Anh hiện là Bí thư Trung ương Đoàn Thanh niên Cộng sản Hồ Chí Minh, Chủ tịch Trung ương Hội Sinh viên Việt Nam.

## Tiểu sử
Nguyễn Minh Triết sinh ngày 22 tháng 10 năm 1988,  quê ở phường 9, Thành phố Cà Mau, tỉnh Cà Mau. Anh là con trai út của nguyên Thủ tướng Chính phủ Việt Nam Nguyễn Tấn Dũng, mẹ là bà Trần Thanh Kiệm. Anh trai là Nguyễn Thanh Nghị, hiện là Ủy viên Trung ương Đảng khóa XIII, Phó Bí thư Thường trực Thành ủy Thành phố Hồ Chí Minh. Chị gái là Nguyễn Thanh Phượng, Chủ tịch Hội đồng Quản trị Ngân hàng Thương mại Cổ phần Bản Việt.
Nguyễn Minh Triết là Đảng viên Đảng Cộng sản Việt Nam.

## Cuộc sống cá nhân
Vợ của Nguyễn Minh Triết là Đồng Thanh Vy - Á hậu 2 cuộc thi Hoa hậu Đông Nam Á năm 2013. Hai người kết hôn vào năm 2016.

## Giáo dục
Nguyễn Minh Triết sang Anh Quốc từ năm 2004 và học A-level (dự bị đại học) ở St.Michael College. Năm 2006, anh bắt đầu học tập tại Đại học Queen Mary (London, Anh Quốc) cho tới 2009 với chuyên ngành Kỹ thuật Hàng không và Chế tạo máy.
Anh nhận bằng Thạc sĩ với đề tài Kỹ thuật động cơ siêu thanh; và đã có sáu tháng thực tập tại công ty danh tiếng Rolls Royce.
Năm 2012, Nguyễn Minh Triết trở về Việt Nam công tác đồng thời tiếp tục học Tiến sĩ chuyên ngành Cơ kỹ thuật tại Trường Đại học Công nghệ - Đại học Quốc gia Hà Nội.
Năm 2017, Nguyễn Minh Triết bảo vệ thành công Luận án Tiến sĩ với đề tài: "Phân tích đáp ứng của Profile cánh máy bay theo cách tiếp cận đối ngẫu" dưới sự hướng dẫn của  GS. TSKH. Nguyễn Đông Anh và PGS.TS. Phạm Mạnh Thắng.

## Sự nghiệp
Trước năm 2014, Nguyễn Minh Triết từng đảm nhiệm:
- Chủ tịch Hội Sinh viên Việt Nam tại Anh Quốc.
- Chuyên viên Ban thanh niên trường học Trung ương Đoàn.
- Phó giám đốc, Giám đốc Trung tâm Hỗ trợ và phát triển sinh viên Việt Nam.
- Ủy viên Ban Chấp hành Trung ương Đoàn khóa X.
- Phó trưởng Ban thanh niên trường học Trung ương Đoàn.
- Từ năm 2014-2016: Phó Bí thư Tỉnh đoàn, Bí thư Tỉnh đoàn Bình Định, Ủy viên Ban Chấp hành Đảng bộ tỉnh Bình Định.

### Trung ương Đoàn
- Từ tháng 4/2016 đến 17/10/2021: Ủy viên Ban Thường vụ Trung ương Đoàn, Trưởng ban Thanh niên trường học Trung ương Đoàn, Phó Chủ tịch Thường trực Trung ương Hội Sinh viên Việt Nam, Ủy viên Đoàn Chủ tịch Ủy ban Trung ương Hội Liên hiệp Thanh niên Việt Nam
- Từ 17/10/2021 đến 25/12/2021: Bí thư Trung ương Đoàn, Trưởng ban Thanh niên trường học Trung ương Đoàn, Phó Chủ tịch Thường trực Trung ương Hội Sinh viên Việt Nam
- Từ 25/12/2021 đến nay: Bí thư Trung ương Đoàn, Chủ tịch Trung ương Hội Sinh viên Việt Nam.
- Từ ngày 14-16/12/2022 tại Đại hội Đoàn toàn quốc lần thứ XII đồng chí Nguyễn Minh Triết tiếp tục được bầu vào Ban Bí thư Trung ương Đoàn.[3]
- Từ ngày 18 đến 20/12/2023 diễn ra Đại hội đại biểu toàn quốc Hội Sinh viên Việt Nam lần thứ XI, nhiệm kỳ 2023 - 2028, tại Hội nghị lần thứ nhất Ban Chấp hành TW Hội Sinh viên Việt Nam khoá XI, anh Nguyễn Minh Triết - Bí thư Trung ương Đoàn, Chủ tịch Trung ương Hội Sinh viên Việt Nam khóa X, được hiệp thương bầu tiếp tục giữ chức vụ Chủ tịch Trung ương Hội Sinh viên Việt Nam khóa XI, nhiệm kỳ 2023 - 2028[4].